# Jerzy Lubomirski (ordynat Charzewic)

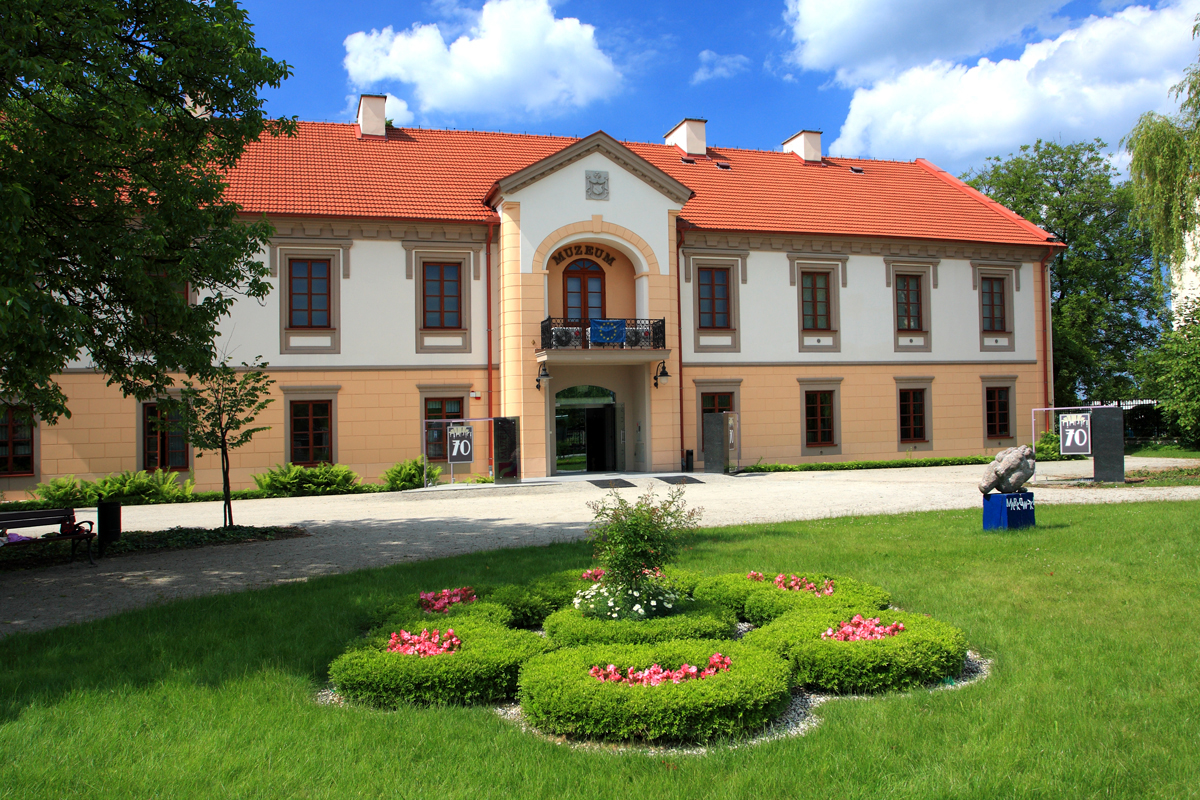
Były pałac Lubomirskich w Charzewicach – obecnie.

Jerzy Ignacy Lubomirski (ur. 1882 w Bakończycach, zm. 1945) – polski książę, z rodu Lubomirskich herbu Drużyna – linii rzeszowsko-rozwadowskiej, syn Hieronima Adama Lubomirskiego i Felicji Zofii Markiewicz h. Łabędź (1848–1930). Student Uniwersytetu Jagiellońskiego. Ostatni ordynat posiadłości Lubomirskich, klucza rozwadowsko-długorzeczyckiego w Charzewicach.

## Posiadłości i historia
Charzewice były rodową siedzibą linii rzeszowsko-rozwadowskiej, założonej przez Jerzego Ignacego Lubomirskiego, który w 1723 wykupił od rodziny Rozwadowskich ich nadsańskie posiadłości, i utworzył dwa klucze dóbr ziemskich: rozwadowski i długorzeczycki.
Jerzy, na mocy testamentu ojca w 1905 został drugim, ordynatem Rozwadowa. Cechowała go zdecydowanie większa otwartość na świat niż ojca, ale przy tym i większa niefrasobliwość w zarządzaniu dobrami rodzinnymi, co odbijało się utratą wartości majątku i jego podupadaniem. Okresy I i II wojny światowej w jakich przyszło mu funkcjonować, też nie sprzyjały pomnażaniu i utrzymaniu majątku.
W wieku 42 lat ożenił się z Anną Marią z Alanów Zamojskich. Jerzy, oprócz zarządzania majątkiem ziemskim, inwestował w majątek, dokończył zaczętą przez ojca budowę gorzelni w Charzewicach. Rozbudował gospodarstwo rolne w Woli Rzeczyckiej tzw. Zagrodę. Był zaangażowany w życie publiczne, m.in. wyjechał wraz z przedstawicielami gminy do Wiednia, w sprawie budowy mostu drogowego na rzece San w Brandwicy, celem poprawy komunikacji i ułatwienia dostępu do ziem klucza długorzeczyckiego. Ponadto jako miłośnik sportu założył i był członkiem Miejscowego Towarzystwa Gimnastycznego „Sokół”. Z jego inicjatywy i finansowania, utworzono umundurowaną straż pożarną w Rozwadowie. Przyczynił się znacznie do budowy kościoła farnego w Rozwadowie. Był też zapalonym myśliwym. Jeszcze przed wybuchem pierwszej wojny na skraju wioski Sochy założył hodowlę bażantów. W latach 1914 i 1915 działania wojenne zniszczyły dobrze zapowiadającą się hodowlę. W 1934 ponownie wznowiono hodowlę bażantów. Bażantarnia przetrwała do 1942 roku.
Po wybuchu I wojny światowej rodzina wyjechała z Charzewic do Wiednia. Po powrocie do Polski w 1918 Lubomirscy zamieszkali w zaadaptowanej oficynie dworskiej, bo tym czasie pałac i majątki rodzinne zostały rozszabrowane, przez wycofujące się wojska rosyjskie – m.in. przepadły rodowe pamiątki, w tym buława hetmana Hieronima Lubomirskiego spod Wiednia i chorągiew Stanisława Lubomirskiego spod Chocimia, a zabudowania w znacznej części spalone.
W latach 1925–1926, w celu poprawy sytuacji materialnej, sprzedał majątek ziemski klucza długorzeczyckiego, leżący po prawej stronie Sanu, wsie – Rzeczyca Długa, Rzeczyca Okrągła, Kępa Rzeczycka, Dąbrowa Rzeczycka i Wola Rzeczycka okolicznym chłopom.
W czasie II wojny majątek klucza rozwadowskiego w Charzewicach przejęli Niemcy. W okresie okupacji hitlerowskiej, mimo zagrożenia, z żoną Anną udzielali pomocy poszkodowanym ludziom, mimo własnych trudności organizowali pomoc dla wojennych przesiedleńców napływających do Rozwadowa. W swoim domu udzielali schronienia wielu krewnym i znajomym, pozbawionym dachu nad głową. Anna Lubomirska zaangażowała się w działalność Armii Krajowej, wg przekazów mieszkańców, pomogli też oddziałom AK na tym terenie m.in. w zorganizowaniu wykonania wyroku śmierci na Martinie Fuldnerze, który wówczas zarządzał majątkiem Lubomirskich w Charzewicach, za zorganizowanie mordu rodziny Horodyńskich ze Zbydniowa.
Po śmierci siostry Karoliny Emilii Lubomirskiej, właścicielki majątku w Bakończycach, która zmarła bezpotomnie w 1940 w Charzewicach, został nominalnym właścicielem jej dóbr, lecz nigdy nie objął ich w faktyczne posiadanie.
W 1943 żona Anna umarła na zapalenie płuc. Jerzy, w 1944 roku został prawdopodobnie aresztowany przez UB, jako przeciwnik reformy rolnej i rzekomy członek Armii Krajowej. Miał zostać umieszczony w tarnobrzeskim więzieniu i tam wszelki ślad po nim zaginął. Według różnych źródeł miał być zabity w więzieniu, albo zastrzelony w pobliżu tarnobrzeskiej stacji kolejowej, podczas wywózki w głąb Rosji. Istnieje też miejscowa legenda, że został uprowadzony i zamordowany przez byłych poddanych, podających się za funkcjonariuszy UB, za intymne kontakty z ich żonami, córkami i siostrami. Jego zagadkową i nie wyjaśnioną dotychczas śmierć, datuje się na rok 1945.
Posiadał kilkoro nieślubnych dzieci, jedno z nich Felicja Lubomirska, została zamordowana w 1936, a wydarzenia tego nigdy nie wyjaśniono.
Jerzy Ignacy Lubomirski był ostatnim potomkiem męskiej gałęzi Lubomirskich z Rozwadowa i Charzewic. Miał córkę Jolantę (ur. 1927), która wyemigrowała do Francji, a ostatecznie zamieszkała na Maderze.
Gospodarstwo w Charzewicach znacjonalizowano w 1946 i utworzono PGR.

## Epilog
Córka, Jolanta Anna Lubomirska, przez kilkanaście lat starała się o odzyskanie rodzinnego majątku w Charzewicach. Wystąpiła w tej sprawie do sądu o nadanie jej praw jedynej spadkobierczyni. Sąd przyznał jednak prawo do dziedziczenia po Jerzym także trzem jego nieślubnym dzieciom. W trakcie sprawy spadkowej nie doszło do określenia wartości majątku, a zarazem, komu i w jakim zakresie sąd może przydzielić prawo do spadku. Syn Jolanty, Michał Lubomirski-Pierre uzyskał prawo do dzierżawienia majątku, ale po dwóch latach zrzekł się przywileju, bo nie było go stać na opłacenie podatków. Obecnie większość byłego majątku Lubomirskich zakupił prywatny inwestor. W byłym pałacu znajduje się muzeum m. Stalowa Wola.